# قصبة تلوات

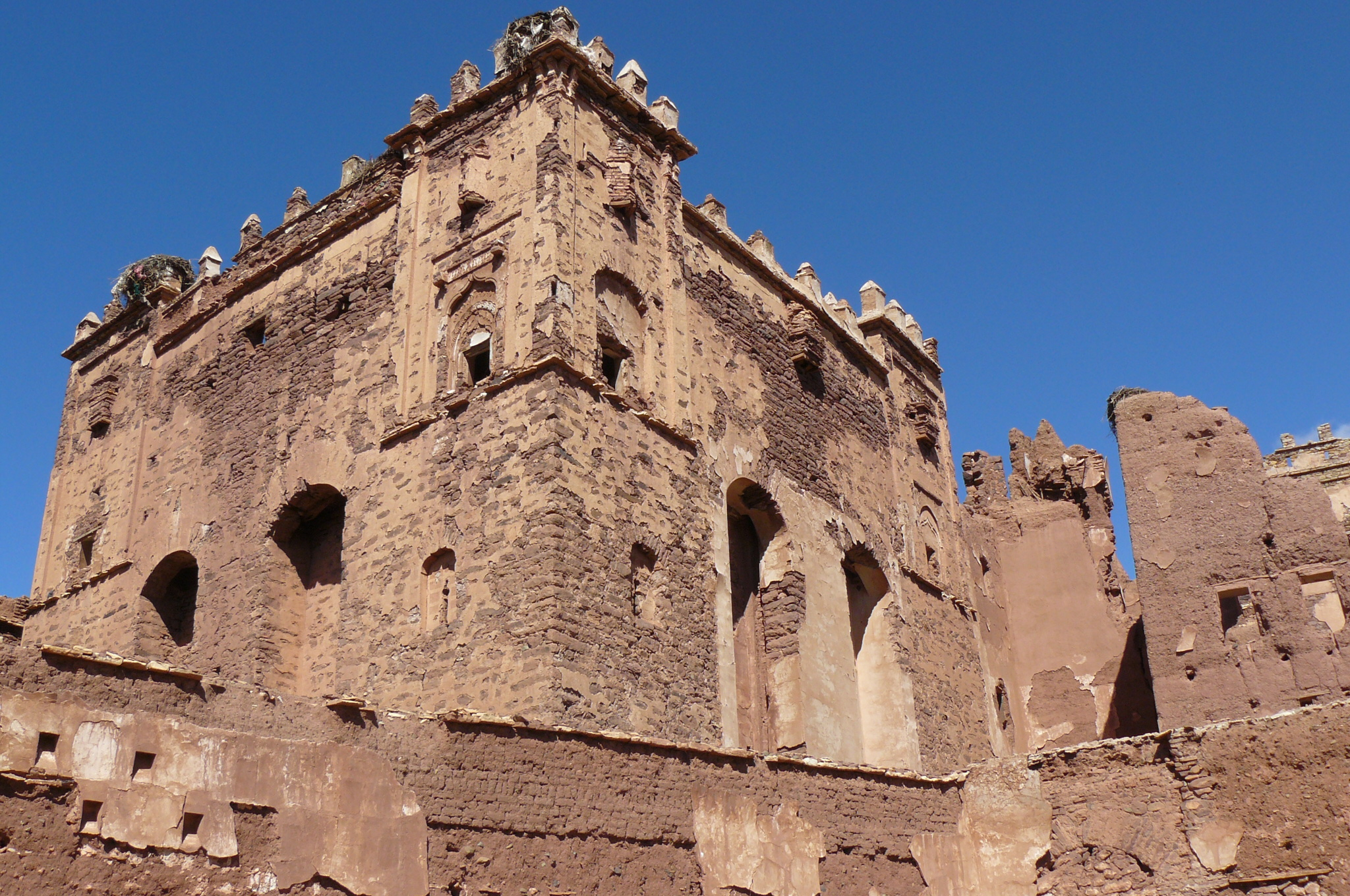
صورة لجانب من قصبة تلوات

قصبة تَلوات (بالأمازيغية: یغرم نتلوات) هي قصبة على طول الطريق السابق للقوافل القادمة من الصحراء والمتجهة نحو مراكش عبر جبال الأطلس الكبير، وقد رُممت في القرنين 18 و19 م. كانت القصبة مقر سلطة آل الكلاوي، ولذلك يُطلق عليها أحيانا اسم «دار الكلاوي». تعاني القصبة من تضرر مستمر وانهيار بطيء، لكن زيارتها ما تزال ممكنة. في عام 2010، عرفت القصبة بعض الإصلاحات.

## التاريخ
شكّل مرور القوافل التجارية التي تربط الصحراء بالمدن الكبيرة الواقعة على الجانب الآخر من جبال الأطلس الكبير والقرب من مناجم الملح ثروة الباشوات التي اتخذت من تلوات مسكنا لها. بُنيت القصبة الحالية ابتداءً من عام 1860 من طرف آل الكلاوي، وذلك بجوار قصبة قديمة لا تزال آثارها بارزة حتى اليوم. تم توسيعه لاحقًا بشكل كبير خلال النصف الأول من القرن العشرين. تقول الأسطورة إن 300 عامل عملوا لمدة ثلاث سنوات لتزيين الأسقف والجدران. هذه مصنوعة من الجبص و الزليج
للجدران ، ولوحة الارز للسقف. وتغطي الأسقف مع بلاط السيراميك باللون الأخضر.